# Anhydrophryne
Anhydrophryne är ett släkte av groddjur som ingår i familjen Pyxicephalidae.
Arterna förekommer i Sydafrika.
Arter enligt Catalogue of Life:
- Anhydrophryne hewitti
- Anhydrophryne rattrayi